# Diplazium centripetale
Diplazium centripetale là một loài thực vật có mạch trong họ Woodsiaceae. Loài này được (Baker) Maxon miêu tả khoa học đầu tiên năm 1926.